# The Best : Le Meilleur Artiste
Vous pouvez aider à l'améliorer ou bien discuter des problèmes sur sa page de discussion.
- Il n'est pas vérifiable et peut contenir des informations totalement erronées. Il est fortement conseillé aux contributeurs d'étayer son contenu par des sources fiables. Sans cela, sa suppression pourrait être envisagée. (si vous venez d'apposer le bandeau, veuillez cliquer sur ce lien pour créer la discussion et en afficher les indications). (Marqué depuis mai 2025)
- Il peut contenir un travail inédit ou des déclarations non vérifiées. Vous pouvez l’améliorer en ajoutant des références. (Marqué depuis mai 2025)

- Archive Wikiwix
- Bing
- Cairn
- DuckDuckGo
- E. Universalis
- Gallica
- Google
- G. Books
- G. News
- G. Scholar
- Persée
- Qwant
- (zh) Baidu
- (ru) Yandex
- (wd) trouver des œuvres sur Wikidata

Vous pouvez aider à l'améliorer ou bien discuter des problèmes sur sa page de discussion.
- Il ne cite pas suffisamment ses sources. Vous pouvez indiquer les passages à sourcer avec {{référence nécessaire}} ou {{Référence souhaitée}}, et inclure les références utiles en les liant aux notes de bas de page. (Marqué depuis mai 2025)

- Archive Wikiwix
- Bing
- Cairn
- DuckDuckGo
- E. Universalis
- Gallica
- Google
- G. Books
- G. News
- G. Scholar
- Persée
- Qwant
- (zh) Baidu
- (ru) Yandex
- (wd) trouver des œuvres sur Wikidata

The Best : Le Meilleur Artiste est une émission de télévision française de divertissement diffusée sur TF1 en 2013 et 2014 et présentée par Estelle Denis ainsi que Christophe Beaugrand.

Produite par Shine France, le format est adapté de l'émission de divertissement néerlandaise Beat The Best, créée par le fondateur d'Endemol, John de Mol.
Le jury de l'émission est composé de Cynthia Akanga (qui prend la place de Lara Fabian lors de la deuxième saison), d'Arturo Brachetti, de Sébastien Stella et d'Alessandra Martines.
La première saison s'est terminée le 13 septembre 2013 après 8 épisodes diffusés le vendredi soir à 20h50. 
La diffusion de la deuxième saison a débuté le 18 avril 2014 sur TF1 et s'est terminée le 16 mai 2014. En raison des mauvaises audiences, TF1 n'a pas commandé de saison 3.

## Participants

### Présentateurs
- Estelle Denis (saisons 1 et 2)
- Christophe Beaugrand (saison 2)

### Jury
- Alessandra Martines (saisons 1 et 2)
- Arturo Brachetti (saisons 1 et 2)
- Lara Fabian (saison 1)[a]
- Cynthia Akanga (saison 2)
- Sébastien Stella  (saisons 1 et 2)

## Saisons, candidats et palmarès

### Saison 1 (2013)
La première saison a été diffusée du 26 juillet 2013 au 13 septembre 2013, le vendredi à 20 h 50.
Les huit épisodes de l'émission ont été enregistrés dans un chapiteau de plus de 1 600 m2 situé sur l'Île Seguin à Boulogne-Billancourt.
Les Chilly and Fly, un couple québécois pratiquant la discipline du cadre russe, remportent cette première saison.

### Saison 2 (2014)
Une saison 2 est confirmée et est diffusée au printemps 2014 . Lara Fabian est remplacée par Cynthia Akanga, pour cause d'indisponibilité.
Elle est diffusée entre le 18 avril 2014 et le 16 mai 2014, sur TF1. En raison des faibles audiences, seulement 5 des 6 épisodes enregistrés sont diffusés à l'antenne
Remi Martin, qui pratique le mât chinois, remporte cette seconde saison.

## Audiences
Les audiences moyennes de la première saison sont de 4,2 millions de téléspectateurs pour 22 % de parts d'audience.
La deuxième saison de The Best connaît une chute libre des audiences. TF1 a pris la décision de supprimer la diffusion d'un épisode et donc avancer la date de la finale.
Pour confirmation, la finale se déroulera le vendredi 16 mai 2014 à 20h55 sur TF1 (et non le 23 mai 2014 comme prévu).
| Légende : Saison 1 / Saison 2 |

| Saison | Saison | Jour     | Épisode | Lancement       | Lancement                           | Lancement                             | Finale            | Finale                              | Finale                                | Moyenne                        | Moyenne                               |
| Saison | Saison | Jour     | Épisode | Date            | Audience du lancement (en millions) | Parts de marché sur les 4 ans et plus | Date              | Audience de la finale (en millions) | Parts de marché sur les 4 ans et plus | Audience moyenne (en millions) | Parts de marché sur les 4 ans et plus |
| ------ | ------ | -------- | ------- | --------------- | ----------------------------------- | ------------------------------------- | ----------------- | ----------------------------------- | ------------------------------------- | ------------------------------ | ------------------------------------- |
|        | 1      | Vendredi | 8       | 26 juillet 2013 | 4 052 000                           | 23 %                                  | 13 septembre 2013 | 5 207 000                           | 25 %                                  | 4 133 750                      | 22 %                                  |
|        | 2      | Vendredi | 5       | 18 avril 2014   | 3 372 000                           | 16,6 %                                | 16 mai 2014       | 3 015 000                           | 14,0 %                                | 3 228 000                      | 15,3 %                                |